# Nausithoos (Sohn des Poseidon)
Nausithoos (altgriechisch Ναυσίθοος Nausíthoos) ist in der griechischen Mythologie König der Phaiaken, ein Sohn des Poseidon und der Periboia.
Nausithoos wird in Homers Odyssee benannt als der König, der die Phaiaken in die Region Scheria führt. In ihrer ursprünglichen Heimat, die im Gebiet des Titanen Hyperion verortet wird, wurden sie durch Raubüberfälle der Kyklopen bedroht. Unter Nausithoos wird in Scheria die Stadt befestigt, die ersten Tempel gebaut und das Ackerland unter dem Volk verteilt. Als Odysseus nach Scheria kommt, ist Nausithoos bereits tot. König ist jetzt sein Sohn Alkinoos, der den schiffbrüchigen Odysseus freundlich aufnimmt und schließlich veranlasst, dass dieser in seine Heimat Ithaka gelangen kann.